# Валтери
Валтери (латыш. Valteri) — часть города Юрмалы на левом берегу Лиелупе, в трех километрах от морского берега. Граничит с другой частью Юрмалы - Асари, от которого отделена болотом Виньку. 

## Название
Название Валтери происходит от названия поместья Валтери (Waltershof), которое впервые упоминается в летописях в связи с тем, что владелец поместья Доротея Валтере продала его в 1788 году купцу Карлису Кристапсу Рикманису.

## История
В 18 веке до Валтери можно было добраться либо по реке, либо по дамбе Валтера, которая впоследствии была перестроена в улицу Дамбья. В 1912 году леса и земли усадьбы Вальтери были разделены на 139 участков и начали сдаваться в аренду для строительства. 
После Первой мировой войны небольшая общественная жизнь Валтери была организована группой пожарных, чье депо было расположено к востоку от зданий бывшей усадьбы. Жители Валтери в основном занимались садоводством, рыбалкой, охотой и разведением домашних животных. Ягоды, рыбу, молоко и яйца продавали отдыхающим. Эти районы были тихим местом для аренды летнего жилья для умеренно богатых горожан.
В начале 21-го века, внешний вид Валтери начал меняться с новыми землевладельцами, строящими особняки на берегах Лиелупе. 

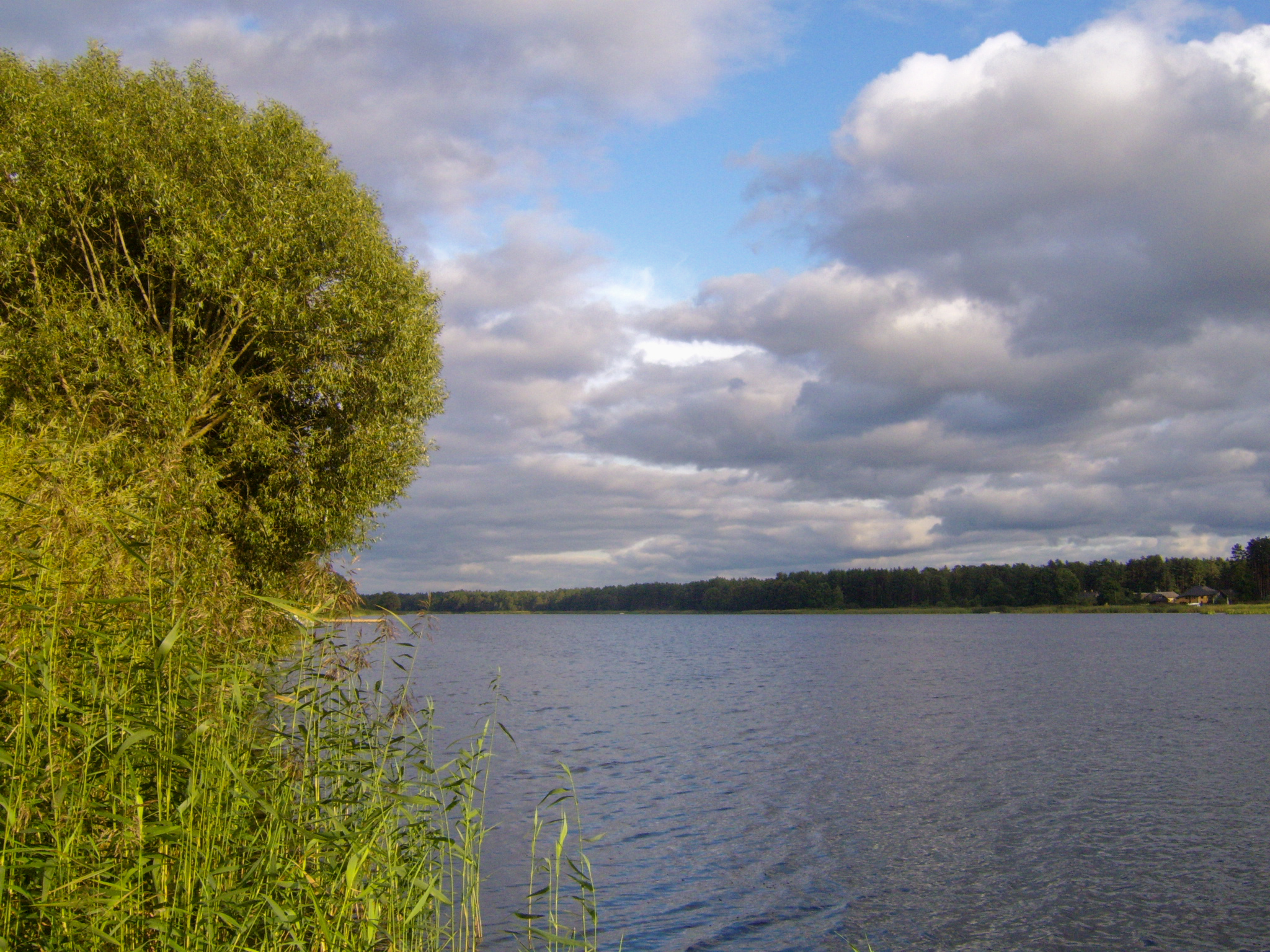
Валтери
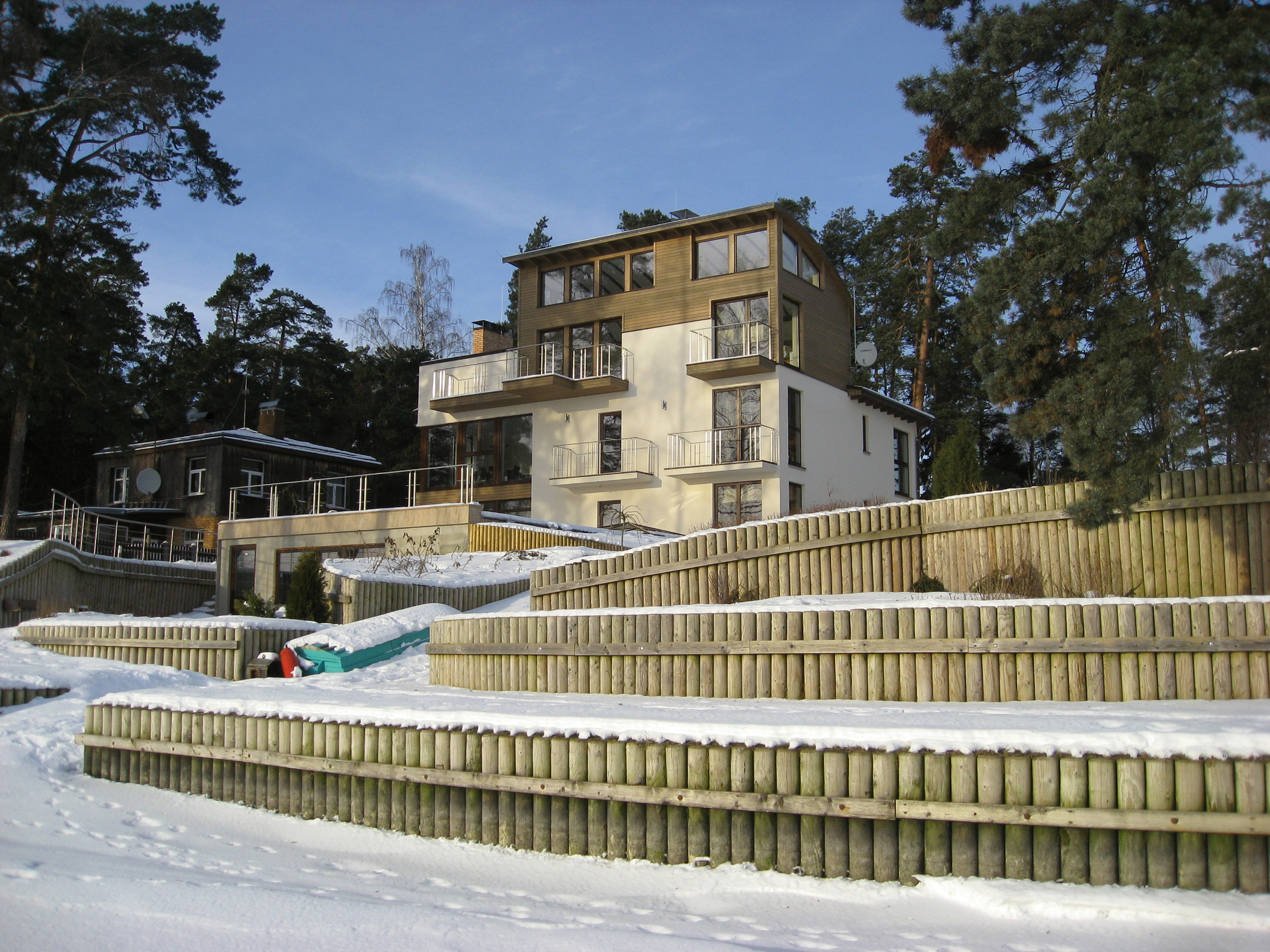
Жилой дом в Валтери